# Evangelische Kirche (Schweinshaupten)

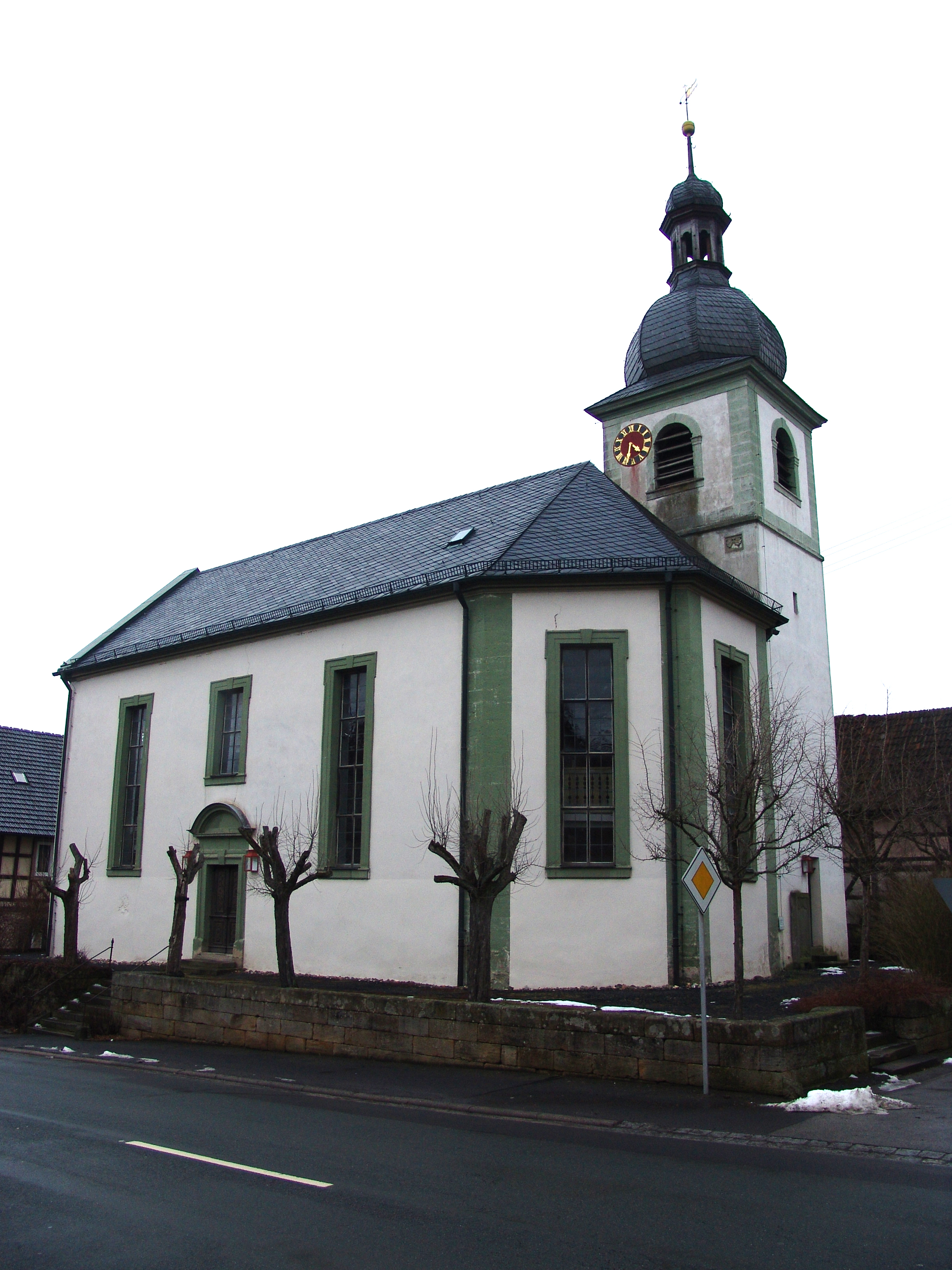
Evangelische Kirche (Schweinshaupten)

Die evangelisch-lutherische Pfarrkirche steht in Schweinshaupten, einem Gemeindeteil von Bundorf im unterfränkischen Landkreis Haßberge in Bayern. Das Turmuntergeschoss des denkmalgeschützten Bauwerks stammt aus dem 16. Jahrhundert. Die Pfarrei gehört zum Dekanat Rügheim im Kirchenkreis Bayreuth der Evangelisch-Lutherischen Kirche in Bayern.

## Beschreibung
Die Saalkirche ließ die Herrscherfamilie Fuchs anstelle des Vorgängerbaus von 1104 bauen. Sie besteht aus einem Langhaus und einem Chor mit 3/8-Schluss im Osten, die 1734 nach Süden an den Kirchturm von 1585/89 angebaut wurden. Der Kirchturm wurde 1879/81 um ein Geschoss aufgestockt, das die Turmuhr und den Glockenstuhl mit sechs Kirchenglocken beherbergt, und mit einer schiefergedeckten Welschen Haube bedeckt ist. Der Innenraum des Langhauses hat an der Südseite eine doppelgeschossige Empore, an der Ostseite ist steht die Orgel auf einer eingeschossigen Empore.